# Vezzani
Vezzani (AFI: /veʦˈʦani/; in corso Vizzani, pronuncia [biʦˈʦaːni]) è un comune francese di 332 abitanti, situato nel dipartimento dell'Alta Corsica nella regione della Corsica.
Confina attraverso il passo della Bocca di Murellu con il comune di Vivario. 

## Società

### Evoluzione demografica
Abitanti censiti